# Ehsan Lashgari
Ehsan Lashgari (n. 30 august 1985, Qazvin, Iran) este un luptător ce a reprezentat Iran, medaliat olimpic. A participat la o ediție a Jocurilor Olimpice (2012) în care a câștigat o medalie de bronz.

## Participări
Lista de mai jos prezintă principalele competiții la care a participat Ehsan Lashgari de-a lungul carierei.
- wrestling at the 2012 Summer Olympics – men's freestyle 84 kg[*]